# Regierung Hartling
Die liberale Regierung Hartling (dän. regeringen Hartling) unter Ministerpräsident Poul Hartling war vom 19. Dezember 1973 bis zum 13. Februar 1975 die dänische Regierung. Sie wurde von Königin Margrethe II. nach der erdrutschartigen Folketingswahl am 4. Dezember 1973 ernannt.
Die Regierung Hartling war das 56. dänische Kabinett seit der Märzrevolution. Alle Minister wurden von der Venstre gestellt. Sie war die Minderheitsregierung mit der geringsten parlamentarischen Basis, Venstre verfügte nur über 22 der 179 Sitze im Folketing. Sie war daher auf die Tolerierung durch die Fremskridtspartiet, Konservative Folkeparti, Radikale Venstre, die Centrum-Demokraterne und Kristendemokraterne angewiesen. Ihre Regierungszeit endete nach der vorgezogenen Neuwahl im Januar 1975.

## Kabinettsliste
| Ressort                         | Name                | Lebensdaten |
| ------------------------------- | ------------------- | ----------- |
| Ministerpräsident               | Poul Hartling       | 1914–2000   |
| Äußeres                         | Ove Guldberg        | 1918–2008   |
| Finanzen                        | Anders Andersen     | 1912–2006   |
| Verteidigung                    | Erling Brøndum      | 1930–2017   |
| Inneres und Soziales            | Jacob Sørensen      | 1915–1990   |
| Justiz und kulturelle Anliegen  | Nathalie Lind       | 1918–1999   |
| Wirtschaft und Handel           | Poul Nyboe Andersen | 1913–2004   |
| öffentliche Arbeiten und Kirche | Kresten Damsgaard   | 1903–1992   |
| Arbeit und Wohnungen            | Johan Philipsen     | 1911–1992   |
| Landwirtschaft und Fischerei    | Niels Anker Kofoed  | 1929–2018   |
| Bildung                         | Tove Nielsen        | * 1941      |
| Umwelt und Grönland             | Holger Hansen       | 1929–2015   |